# Morritort
El morritort, morrissà, nasitort (rossellonès), endivieta (valencià) o creixen de jardí (Lepidium sativum) és una espècie de planta amb flors de la família brassicàcia amb les fulles comestibles.
Als Països Catalans és una planta subespontània (morritort ver) com a residu de conreus en temps pretèrits.
És una planta de cicle anual que arriba a fer 60 cm d'altura, les flors són de blanques a rosades i fan només 2 mm i es disposen en raïms.
El morritort es conrea de forma comercial a Alemanya, Anglaterra, França, els Països Baixos i Escandinàvia.

## Usos culinaris

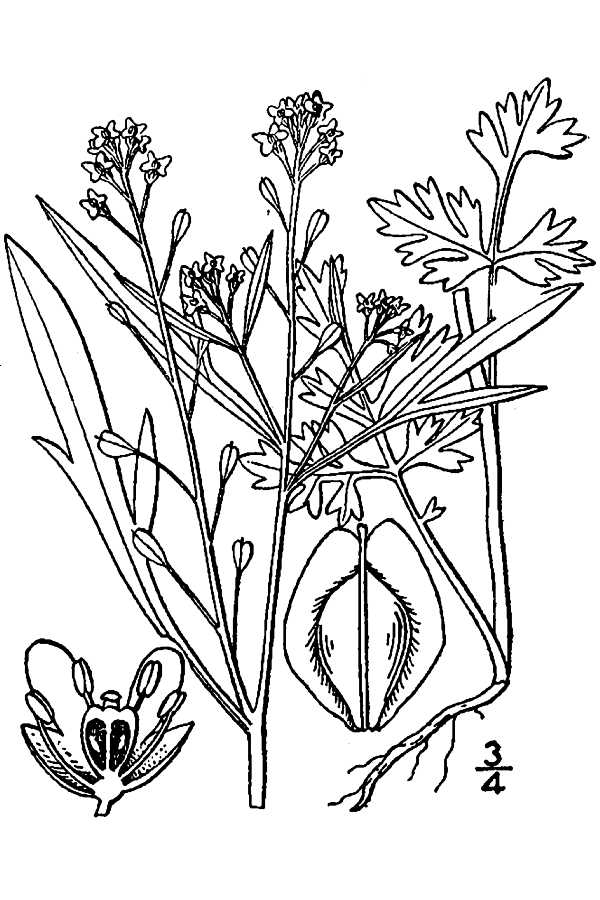
Morritort

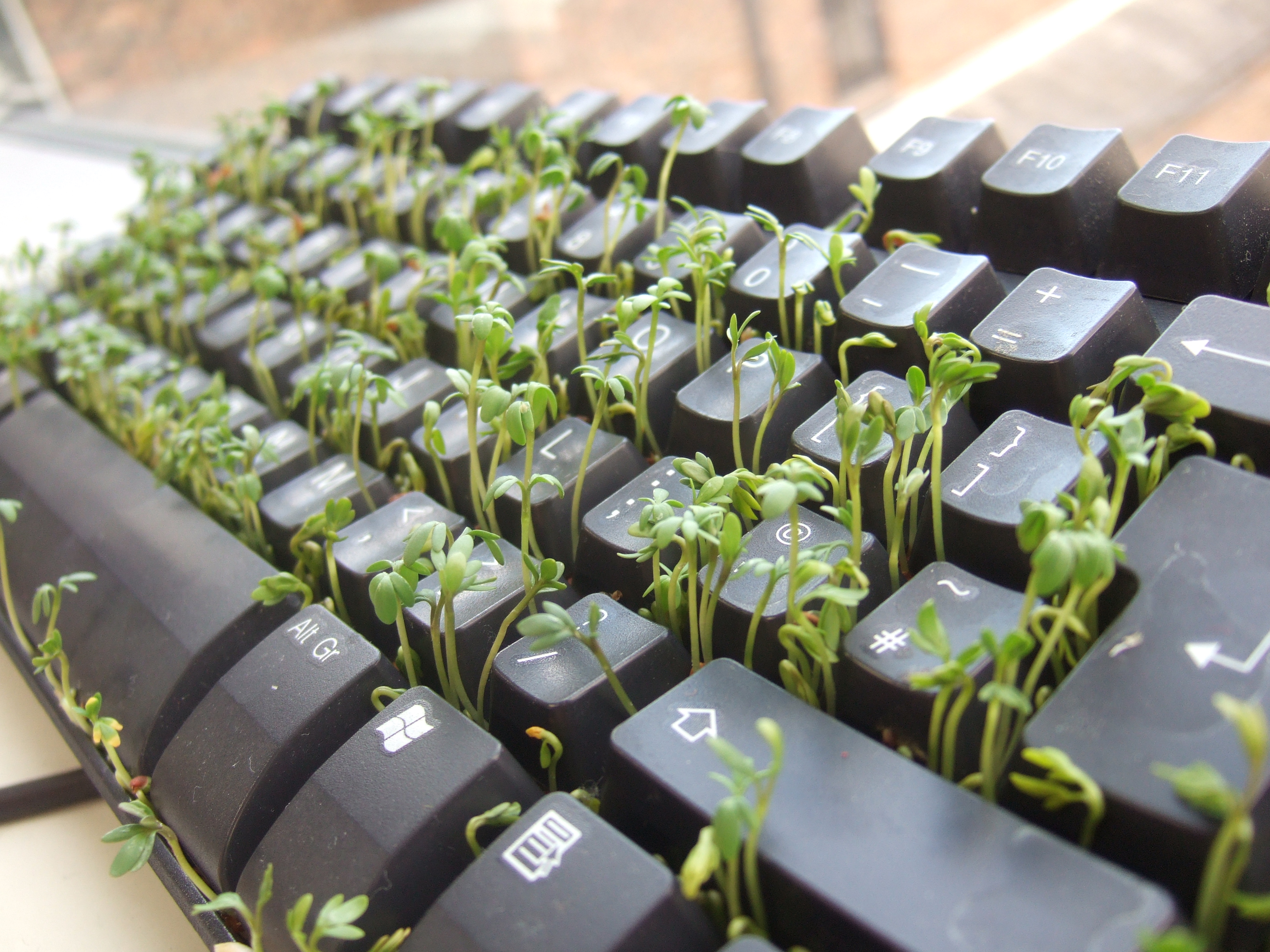
El morritort creix a gairebé qualsevol lloc.

El valor nutritiu és: Energia 134 Kj, proteïna 2,6 g, greix 0,7 g, glúcid 5,5 g, fibra alimentària 1,1 g, calci 81 mg, ferro 1,3 mg, vitamina C 69 mg, vitamina A 346 ug, folat 80 ug. S'utilitza cru en entrepans i amanides i cuit en sopes. També es mengen els brots i les síliqües fresques o seques com a assaonador. A l'Índia es fan servir en el sistema medicinal tradicional ayurveda.